# 大石村 (岐阜県)
大石村（おおいしむら）は、かつて岐阜県不破郡にあった村である。
現在の不破郡垂井町大石などに該当する。

## 歴史
- 1889年（明治22年）7月1日 - 町村制により大石村が発足。
- 1897年（明治30年）4月1日 - 岩手村、相川村（伊吹）と合併し、改めて岩手村が発足。同日大石村廃止。